# Aruru Corona
Aruru Corona est une corona, formation géologique en forme de couronne, située sur la planète Vénus par 9° N et 262° E. Elle est localisée dans le quadrangle d'Hecate Chasma. Elle a été nommée en référence à Aruru, déesse sumérienne de la terre. 

## Géographie et géologie
Les coronæ sont des structures originales et constituent une classe à part dans les formations géologiques du système solaire. L'imagerie radar les révèle sous forme de très vastes couronnes tectoniques, anneaux de crêtes et de linéaments concentriques atteignant 1 000 km de diamètre (2 600 km pour l'exceptionnelle Artemis Corona) et encerclant une région centrale riche en structures volcaniques. Leur profil est particulier : une fois gravie la pente extérieure et franchie la couronne tectonique, le relief intérieur commence par descendre en une fosse périphérique qu'on dénomme « les douves », puis resurgit généralement en un bombement central. Au centre du bombement, des dépressions de type caldera parachèvent souvent le tableau. 
L'origine et la nature géologiques des coronæ de Vénus ne sont pas bien comprises. Selon l'hypothèse jugée la plus probable, il s'agirait de la manifestation en surface, sous une croûte fine et plastique, de la remontée de panaches mantelliques provoquant un renflement localisé avec expansion centrale et compressions latérales,,, analogue à un point chaud. Cette activité tectonique toujours en cours pourrait constituer une alternative à la tectonique des plaques, probablement absente sur Vénus actuellement.
Aruru Corona couvre une surface circulaire d'environ 450 km de diamètre. Cette formation fait partie des 59 coronae de plus de 400 km de diamètre sur la surface de Vénus.